# Kigoma (regija)
Kigoma je jedna od 30 regija u Tanzaniji. Središte regije je u gradu Kigomi.

## Zemljopis
Regija Kigoma nalazi se na zapadu Tanzanije, prostire se na 45.066 km². Susjedne tanzanijske regije su Kagera na sjeveru,  Šinjanga i Tabora na istoku te Rukwa na jugu. Kagera graniči s dvije države s Burundijem ima kopnenu granicu a s DR Kongom granica na jezeru Tanganjika

## Stanovništvo
Prema popisu stanovništva iz 2002. godine u regiji živi 1.679.109 stanovnika dok je prosječna gustoća naseljenosti 37 stanovnika na km².

## Podjela
Od 2012. godine regija je podjeljena na pet distrikta: Buhigwe, Kasulu, Kibondo, Kigoma i Uvinza.